# Лодзький промисловий район

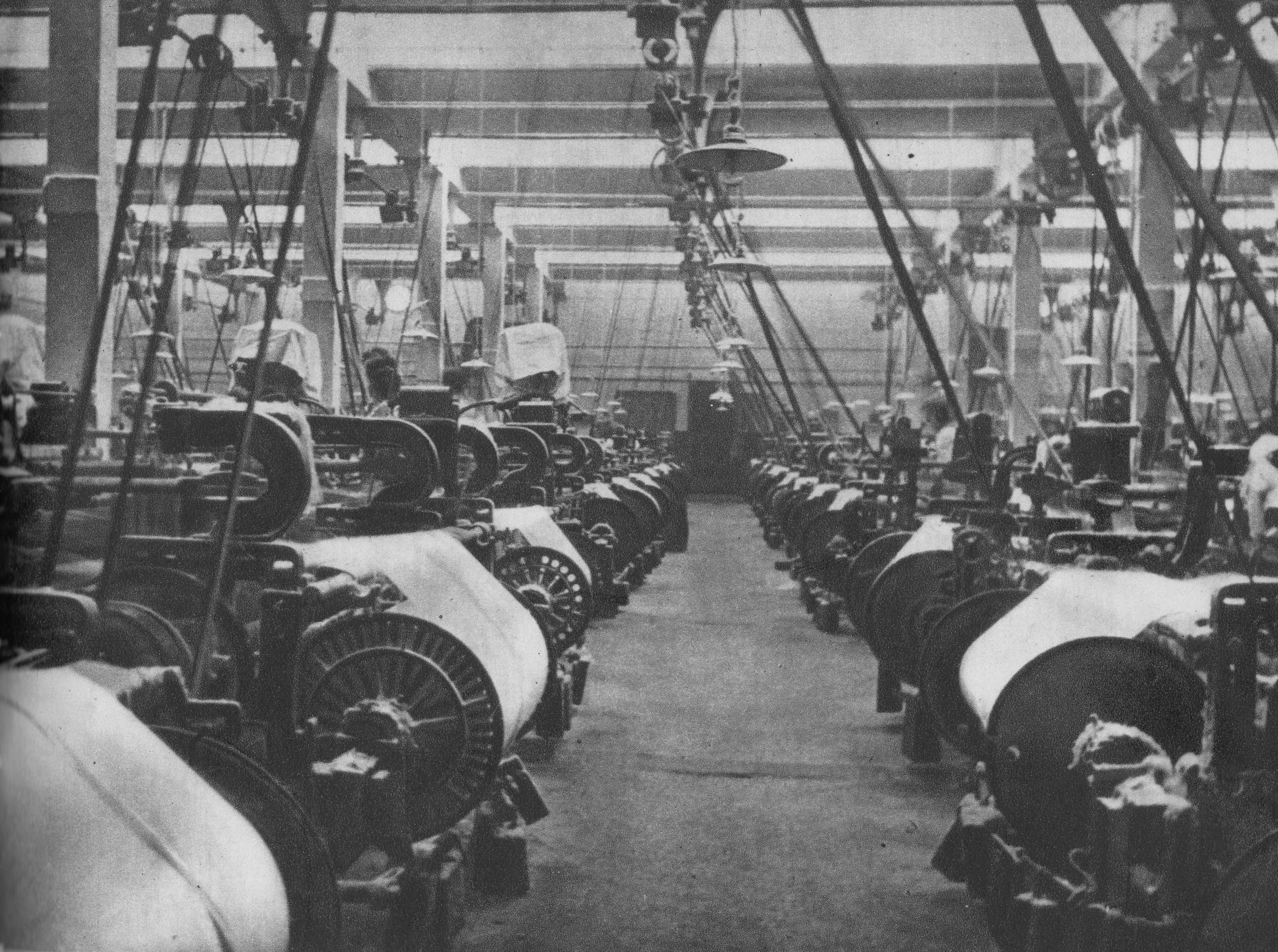
Одна з лодзьких текстильних фабрик, початок 1950-х років. ХХ ст.

Лодзький промисловий район (ЛПР) — промисловий район у Лодзькому воєводстві. У минулому — це найбільший кластер текстильної промисловості в Польщі та один з найбільших у світі.

## Територіальний ареал
Промисловий район Лодзі, окрім Лодзі, також включає сусідні міські центри, такі як: Паб'яниці, Згеж, Александрув-Лодзький, Константинув-Лодзький, Озоркув, а також більш віддалені райони Томашів-Мазовецький, Здунська Воля та Серадз. На початку цей район входив до Каліш-Мазовецького промислового району.

## Галузева структура промисловості
Основу промисловості в Лодзькому промисловому районі становили такі промислові підприємства:
- текстиль;
- електромеханічний;
- хімічний;
- шкіри та взуття.

## Історія
Початки промислового району Лодзі сягають 1920-х років XIX ст. У 1820 році в результаті урядових постанов, виданих сеймом Королівства Польського, Лодзь було включено до фабричних міст Каліш-Мазовецького промислового округу. Сприятливі природні та правові умови започаткували швидкий розвиток промисловості у Лодзі, який тривав до 1990-х років. З 20 століття 1990 року в Лодзькому промисловому районі спостерігається економічна криза, спричинена різким спадом виробництва в легкій промисловості, яка є домінуючою в регіоні. В свою чергу, це було викликано такими причинами: крахом східного ринку, збільшенням конкурентного імпорту та повільним процесом адаптації державних підприємств до ринкових умов.

## Лодзький промисловий район сьогодні
У ході розвитку промисловий район Лодзі зазнав серйозних перетворень, але найбільші зміни відбулися після 1990 року, в період глибокої реструктуризації промисловості регіону. У цей час зростає значення машинобудівної промисловості. Великі корпорації, які виробляють побутову техніку, Philips, Bosch, Siemens, General Electric і Indesit, розмістили свої заводи в цьому регіоні.
Завдяки будівництву перехрестя автомагістралей A1 і A2 і його центральному розташуванню в Польщі, цей район також став місцем для багатьох експедиторських компаній і розподільних центрів. До прикладу, Shell, Coca-Cola та Gillette розмістили тут свої дистриб'юторські центри.
В регіоні діє особлива Лодзька економічна зона.